# Município Chipindo
Município Chipindo är en kommun i Angola.   Den ligger i provinsen Huíla, i den centrala delen av landet, 600 km söder om huvudstaden Luanda. Antalet invånare är 71 000.
I omgivningarna runt Município Chipindo växer huvudsakligen savannskog. Runt Município Chipindo är det glesbefolkat, med 16 invånare per kvadratkilometer.